# Cámara de compensación automatizada
Una cámara de compensación automatizada (ACH por sus siglas en inglés: Automated Clearing House) es una red electrónica digital utilizada para procesar transacciones, generalmente pagos domésticos de bajo valor, entre instituciones financieras participantes. Puede admitir tanto transferencias de crédito como débitos directos. El sistema ACH está diseñado para procesar lotes de pagos que contienen numerosas transacciones y cobra tarifas lo suficientemente bajas como para fomentar su uso para pagos de bajo valor.

## Historia
La primera cámara de compensación automatizada fue BACS en el Reino Unido, que comenzó a procesar pagos en abril de 1968.
En los EE. UU. A fines de la década de 1960, un grupo de bancos de California buscó un reemplazo para los pagos con cheques. Esto llevó a la creación de la primera cámara de compensación automatizada de los EE. UU en 1972, operada por el Banco de la Reserva Federal de San Francisco. 
BACS operó desde el principio en base a liquidación neta. La compensación de las transacciones ACH reduce la cantidad de depósitos que debe tener un banco.

## Operación
Las ACH procesan grandes volúmenes de transacciones de crédito y débito en lotes. Las transferencias de crédito ACH son iniciadas por el pagador e incluyen pagos tales como: depósitos directos, nóminas, pagos minoristas y pagos a proveedores. Los cobros de débito directo ACH son iniciados por el beneficiario con la autorización previa del pagador; e incluyen pagos de consumidores como facturas de servicios públicos, primas de seguros, préstamos hipotecarios y otros tipos de facturas.  Las transacciones recibidas por el banco durante el día se almacenan y transmiten en lotes a la ACH. Las ACH son sistemas de liquidación neta, por lo que la liquidación puede demorarse varios días y existe cierto riesgo. Las ACH pueden permitir la transferencia de una cantidad limitada de información adicional junto con las instrucciones de pago.
Los pagos ACH contrastan con los pagos de liquidación bruta en tiempo real (LBTR) que son procesados inmediatamente por el sistema LBTR central y no están sujetos a ningún período de espera de forma individualizada. Normalmente los sistemas ACH son utilizados  para transacciones no urgentes de bajo valor, mientras que los sistemas LBTR se utilizan normalmente para transacciones urgentes de alto valor.

### Operaciones
Esta sección describe de manera genérica el funcionamiento típico de un sistema ACH. Cada sistema ACH tiene sus propios detalles.
1. El cliente que realiza el pedido realiza un inicio de transacción, ya sea manualmente o enviando un archivo de solicitudes de inicio a un banco.
2. El banco recopila todas las iniciaciones de transacciones que llegan de diferentes clientes (combinando manuales y basadas en archivos).
3. Periódicamente, el banco crea un archivo que envía a la ACH al final del día o en ciclos a lo largo del día.
4. El operador de ACH combina la información enviada por los bancos dentro de cada ciclo (generalmente los ACH tienen varios ciclos a lo largo del día).
5. El operador ACH informa a cada banco del importe neto de liquidación del que son responsables del ciclo.
6. El operador ACH se asegura de que los importes de liquidación se reciban de todos los participantes del ciclo, de modo que se pueda ejecutar el ciclo.
7. El operador ACH informa al banco del destinatario de los detalles de la transacción.
8. Cuando la transacción llega al banco de destino, el banco ejecuta la transacción: como acreditar el pago al beneficiario, mientras que el banco del cliente que realiza el pedido carga la cuenta del cliente que realiza el pedido.

## Sistemas existentes
Existen varios sistemas de ACH en todo el mundo. El Banco Mundial identificó 87 sistemas en su encuesta de 2010 y 98 sistemas en su encuesta de 2012, mientras que otras fuentes han realizado análisis cualitativos de un número menor de sistemas ACH.
| Región                           | Sistema |
| -------------------------------- | --- |
| Albania                          | AECH |
| Argentina                        | COELSA (Compensadora Electrónica)                                                                                              |
| Australia                        | Bulk Electronic Clearing System (BECS)                                                                                         |
| Austria                          | GSA and Oesterreichische Nationalbank                                                                                          |
| Bahamas                          | Bahamas Automated Clearing House (BACH)                                                                                        |
| Bangladés                        | Bangladesh Automated Clearing House (BACH)                                                                                     |
| Bélgica                          | Centre for Exchange and Clearing (CEC)                                                                                         |
| Brasil                           | CIP-SILOC |
| Bulgaria                         | BORICA AD |
| Canadá                           | Retail System, known formally as the Automated Clearing Settlement System (ACSS), run by Payments Canada                       |
| Islas Caimán                     | Cayman Islands Automated Clearing House                                                                                        |
| Chile                            | Centro de Compensación Automatizado (CCA)                                                                                      |
| China                            | China National Advanced Payment System (CNAPS) Bulk Electronic Payment System (BEPS)                                           |
| Colombia                         | ACH-Colombia and CENIT |
| Croacia                          | FINA |
| República Checa                  | CERTIS (Czech Express Real Time Interbank Gross Settlement System)                                                             |
| Dinamarca                        | Eurogiro and Nets Group |
| Egipto                           | EG-ACH |
| Etiopía                          | EthSwitch |
| Europa                           | a pan-European automated clearing house for the Single Euro Payments Area, STEP2                                               |
| Francia                          | STET |
| Alemania                         | Deutsche Bundesbank |
| Grecia                           | DIAS |
| Hungría                          | InterGIRO2 GIRO Zrt. |
| Hong Kong                        | Interbank Clearing Limited |
| India                            | National Automated Clearing House and National Electronic Funds Transfer                                                       |
| Irán                             | PAYA (Paayaa, پایا) |
| Israel                           | Masav |
| Italia                           | Banca d'Italia, Nexi and SIA                                                                                                   |
| Japón                            | Zengin |
| Letonia                          | Latvijas Banka |
| México                           | SICAM (Sistema de Cámaras) |
| Moldavia                         | National Bank of Moldova |
| Países Bajos / Alemania / Italia | equensWorldline |
| Nigeria                          | Nigeria Automated Clearing System (NACS)                                                                                       |
| Noruega                          | NICS |
| Pakistán                         | NIFT's ACH |
| Filipinas                        | PesoNet and InstaPay |
| Polonia                          | Krajowa Izba Rozliczeniowa (KIR)                                                                                               |
| Portugal                         | SIBS |
| Perú                             | Cámara de Compensación Electrónica (CCE)                                                                                       |
| Rumania                          | TransFonD SENT ACH |
| Arabia Saudita                   | SARIE: with both RTGS and ACH                                                                                                  |
| Singapur                         | eGIRO which is part of Singapore Automated Clearing House                                                                      |
| Eslovenia                        | Bankart |
| Sudáfrica                        | BankservAfrica |
| Corea del Sur                    | HOFINET |
| España                           | Iberpay |
| Suecia                           | Bankgirocentralen BGC AB |
| Suiza                            | Swiss Interbank Clearing |
| Taiwan                           | Taiwan Clearing House |
| Reino Unido                      | Bacs Payment Schemes Limited                                                                                                   |
| Estados unidos                   | Federal Reserve Bank's FedACH and The Clearing House's Electronic Payments Network, underpinned by NACHA's ACH Network, Paybis |
| Venezuela                        | CCE (Electronic Clearing System)                                                                                               |

Además, existen varias asociaciones de ACH como la Asociación Europea de Cámaras de Compensación Automatizadas.

## Usos del sistema de pago ACH
Hay varios usos de los sistemas ACH y la terminología relacionada con diferentes tipos de transacciones varía de acuerdo con el país. La mayoría de los sistemas de pago ACH admiten los siguientes tipos:
- Transferencia de crédito: transferencia no inmediata de fondos entre cuentas en diferentes instituciones financieras para pagos de clientes minoristas y pagos no urgentes de empresa a empresa.
- Pago por domiciliación bancaria de facturas del consumidor como hipotecas, préstamos, servicios públicos, primas de seguros, alquileres y cualquier otro pago regular o de tipo membresía. Este tipo de pagos suelen ser utilizados por empresas que cobran pagos en curso del mismo cliente.